# Spoorlijn Siorac-en-Périgord - Cazoulès
De spoorlijn Siorac-en-Périgord - Cazoulès is een gedeeltelijk opgebroken Franse spoorlijn van Siorac-en-Périgord naar Cazoulès. De volledige lijn was 48,0 km lang en heeft als lijnnummer 628 000.

## Geschiedenis
De lijn werd in gedeeltes geopend door de Compagnie du chemin de fer de Paris à Orléans, van Siorac-en-Périgord naar Sarlat op 2 juli 1882 en van Sarlat naar Cazoulès op 30 augustus 1884. Tussen Sarlat en Cazoulès was er tussen 30 juni 1940 en 1 juli 1946 geen personenvervoer. Op 31 mei 1980 werd dit gedeelte van de lijn definitief gesloten.

## Treindiensten
De SNCF verzorgt het personenvervoer op dit traject met TER treinen.
| Serie | Treinsoort | Route                                              | Bijzonderheden |
| ----- | ---------- | -------------------------------------------------- | -------------- |
| D 33  | TER (SNCF) | Bordeaux-Saint-Jean – Libourne – Bergerac – Sarlat |                |
| L 33  | TER (SNCF) | Bordeaux-Saint-Jean – Libourne – Bergerac – Sarlat |                |
| L 34  | TER (SNCF) | Périgueux – Le Buisson – [ Sarlat ] / [ Agen ]     |                |

## Aansluitingen
In de volgende plaatsen is of was er een aansluiting op de volgende spoorlijnen:
Siorac-en-Périgord
RFN 631 000, spoorlijn tussen Niversac en Agen
Sarlat
RFN 627 000, spoorlijn tussen Condat-Le Lardin en Sarlat
Carsac
RFN 630 000, spoorlijn tussen Carsac en Gourdon
Cazoulès
RFN 590 000, spoorlijn tussen Les Aubrais-Orléans en Montauban-Ville-Bourbon

## Galerij

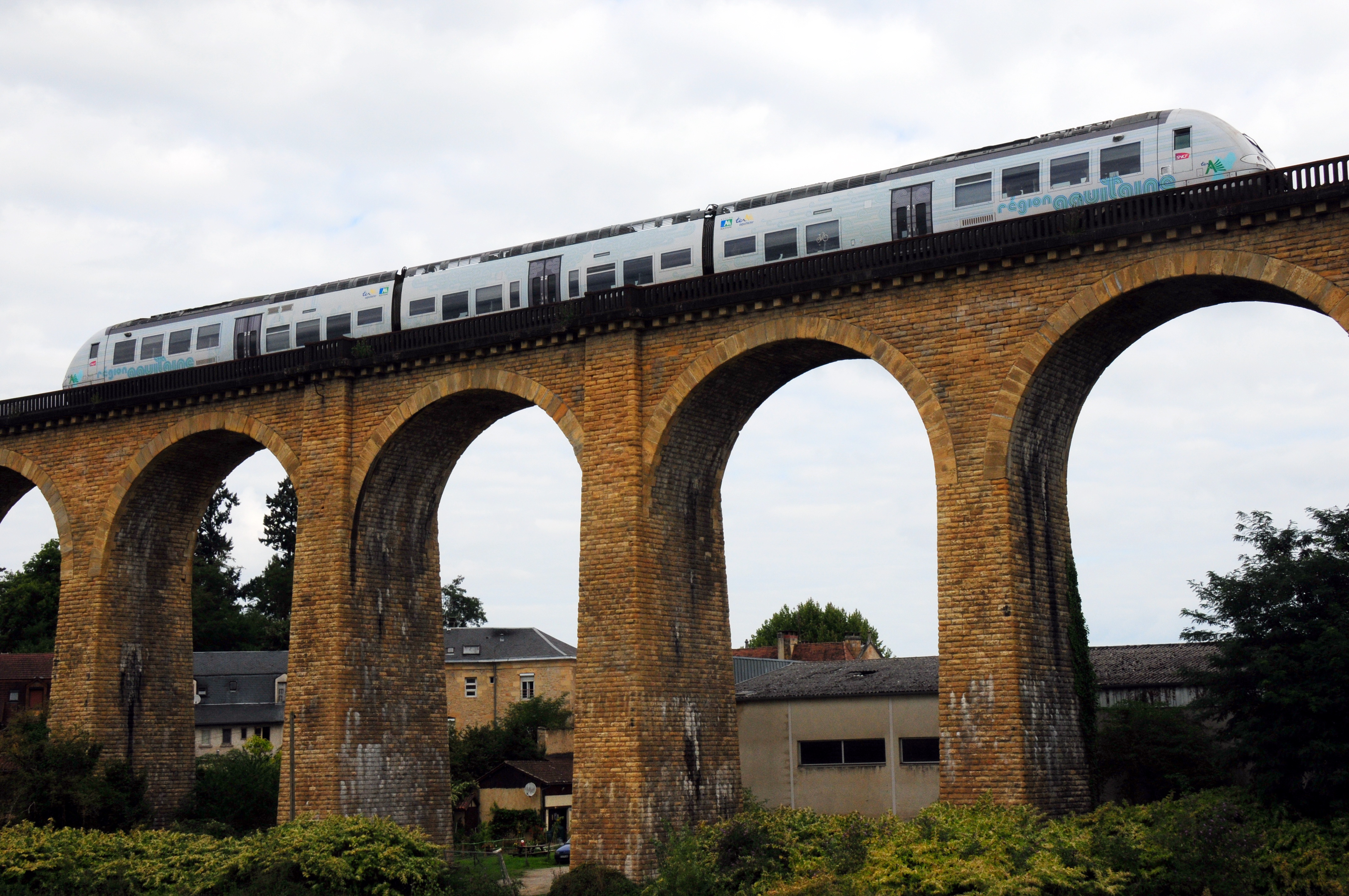
Viaduct van Sarlat.
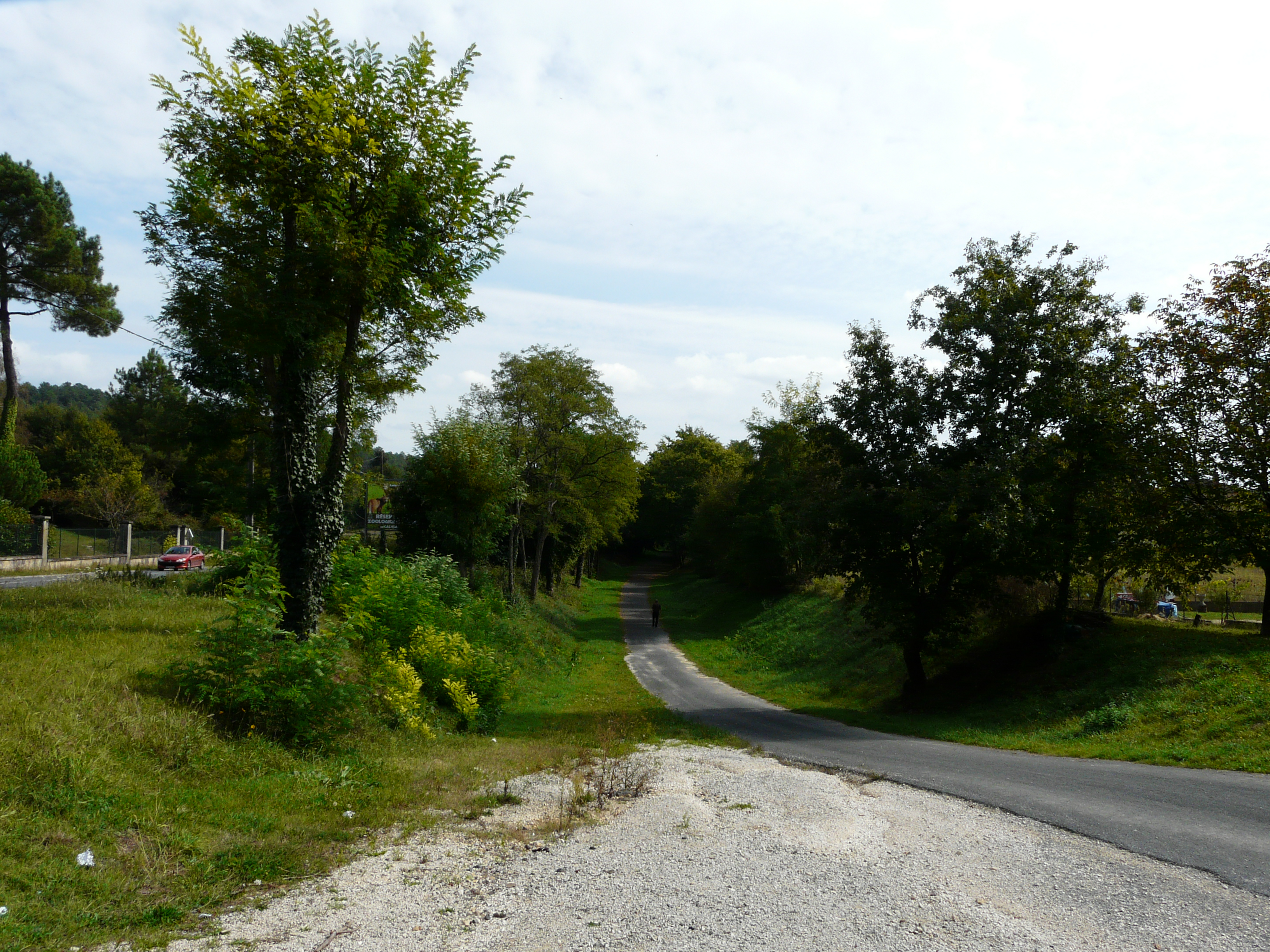
Opgebroken tracé in Sarlat.
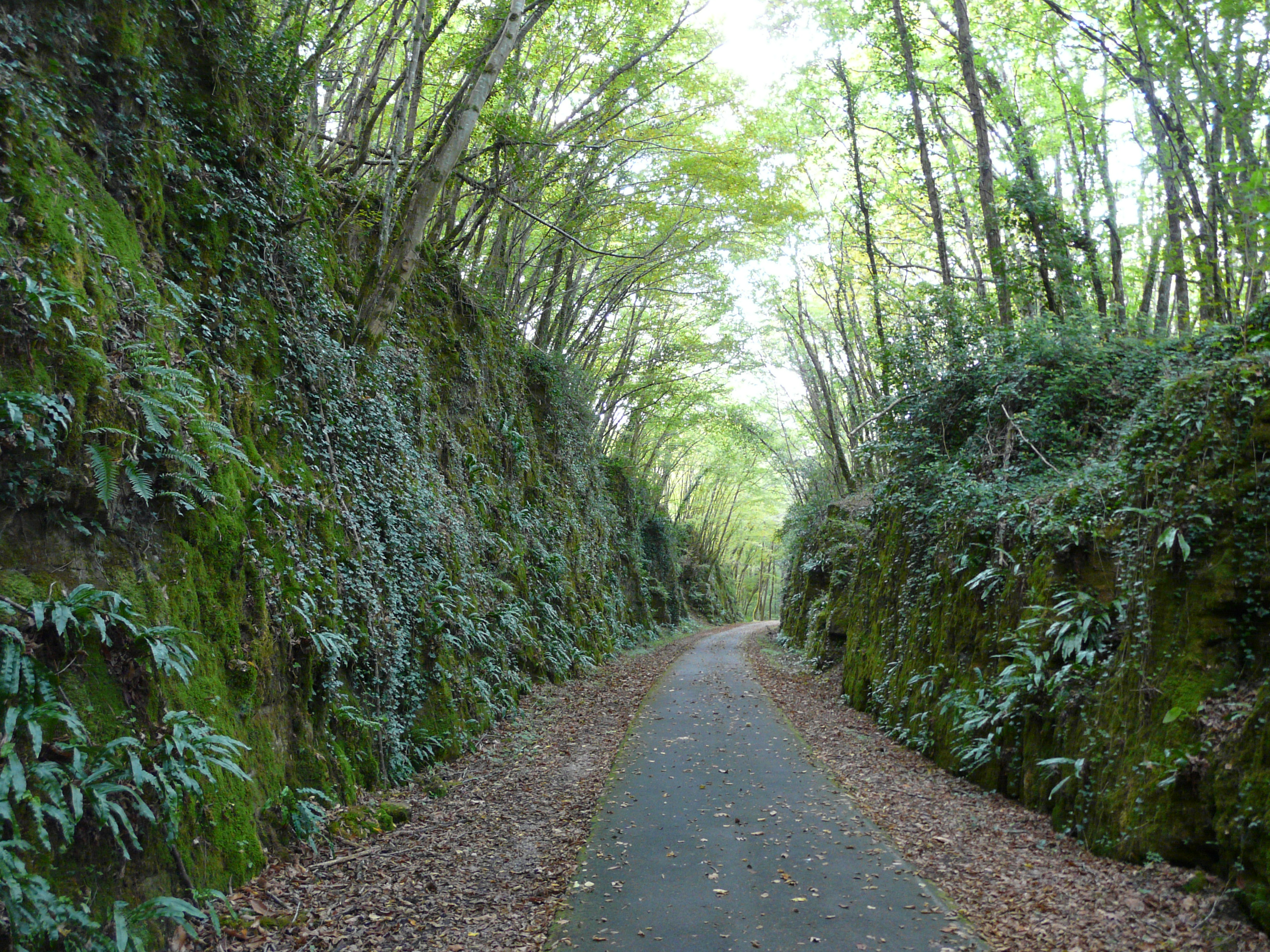
Opgebroken tracé in Carsac.